# Sokolina (Bośnia i Hercegowina)
Sokolina – wieś w Bośni i Hercegowinie, w Federacji Bośni i Hercegowiny, w kantonie środkowobośniackim, w gminie Donji Vakuf. W 2013 roku liczyła 135 mieszkańców, z czego większość stanowili Boszniacy.